# Clusiaceae
Die Clusiaceae oder Guttiferae sind eine Pflanzenfamilie innerhalb der Ordnung der Malpighienartigen (Malpighiales). Die Arten der Familie haben ihre Heimat weltweit von den gemäßigten Zonen bis in die Tropen.

## Beschreibung
Die meisten Arten der Clusiaceae sind verholzende Pflanzen: sie wachsen in Form von Bäumen, Sträuchern, Lianen; einige Arten sind Epiphyten. Einige Arten enthalten farbigen Milchsaft. Ätherische Öle enthalten viele Arten. Die gegenständig oder quirlig angeordneten Laubblätter sind einfach, ganzrandig und oft dick. Nebenblätter fehlen.
Die Blüten stehen selten einzeln, meist in unterschiedlich aufgebauten Blütenständen. Die selten drei-, meist vier- oder fünfzähligen Blüten sind zwittrig oder eingeschlechtig. Viele Arten sind zweihäusig getrenntgeschlechtig (diözisch). Die Kelch- und Kronblätter sind frei. Selten enthalten die Blüten nur drei bis vier, meist 20 bis 100 Staubblätter, sie können verwachsen oder frei sein. Selten ist nur ein Fruchtblatt vorhanden, meist sind drei oder fünf (selten bis zu 13 oder sogar mehr) Fruchtblätter zu einem oberständigen Fruchtknoten verwachsen.
Es werden meist Beeren, selten Steinfrüchte oder Kapselfrüchte gebildet. Es ist ein sehr großes Hypocotyl vorhanden, dagegen sind die Kotyledonen nur klein bis fast nicht erkennbar. Bei den Arten aus der Neuen Welt besitzen die Samen oft einen Arillus.

## Systematik

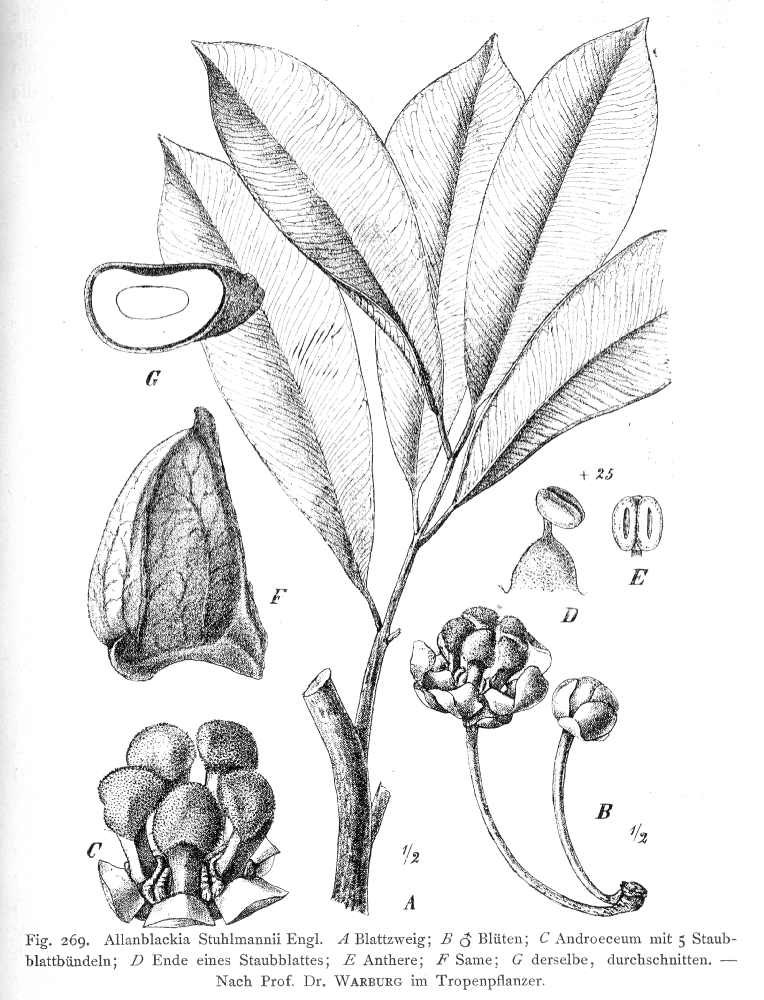
Illustration von Allanblackia stuhlmannii

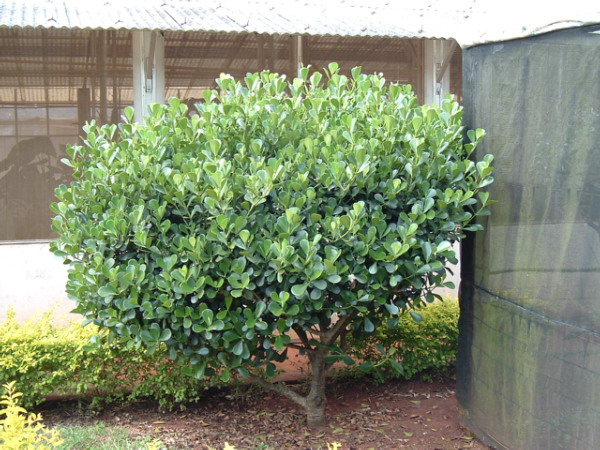
Tribus Clusieae: Clusia fluminensis

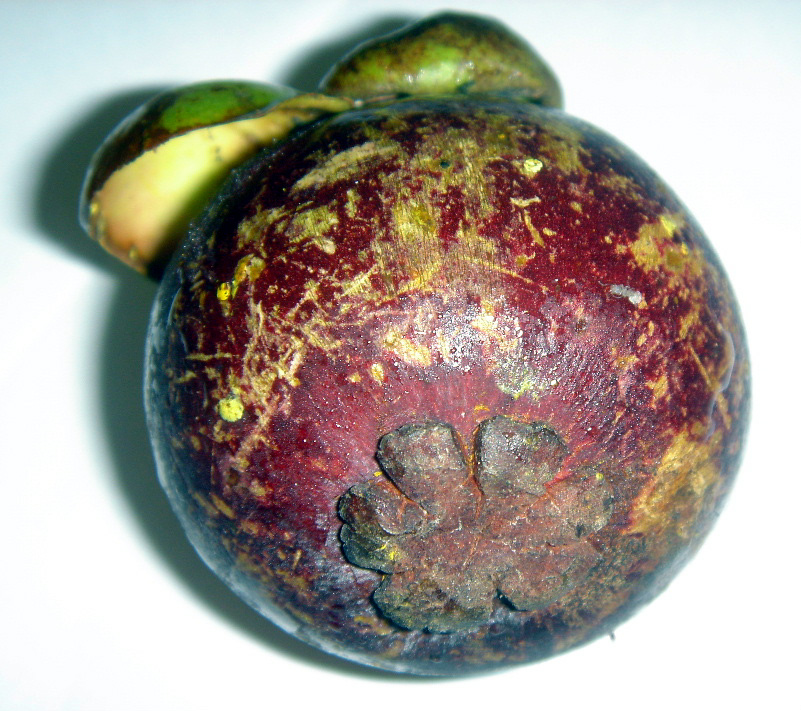
Tribus Garcinieae: Frucht der Mangostane (Garcinia mangostana)

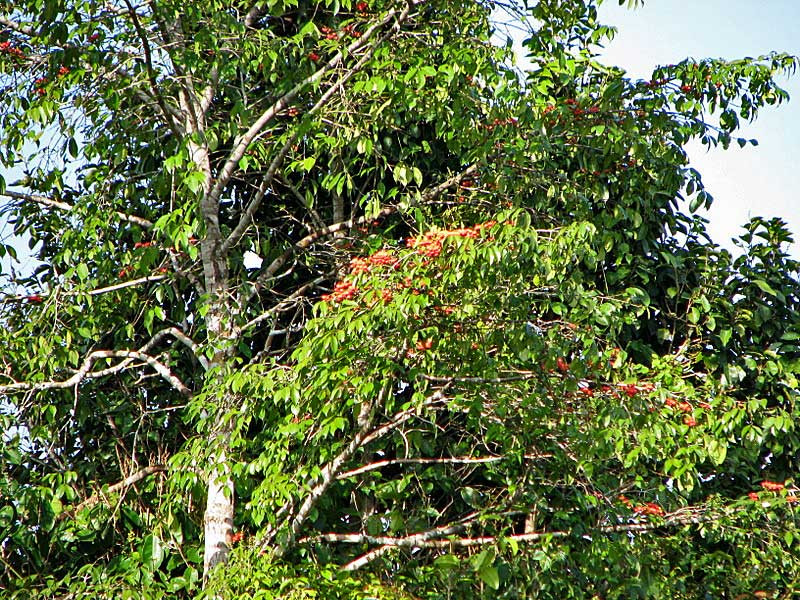
Tribus Symphonieae: Symphonia globulifera

Die Familie der Clusiaceae wurde 1836 durch John Lindley in An Introduction to the Natural System of Botany, 74 aufgestellt. Ein gleichberechtigter Alternativname ist Guttiferae Juss. Synonyme für Clusiaceae Lindl. sind: Cambogiaceae Horan., Garciniaceae Bartl., Moronobeaceae Miers nom. nud.
Die Eingliederung der Gattungen der Familie der Hypericaceae und Calophyllaceae konnte nicht bestätigt werden.
Die Familie der Clusiaceae s. str. wird in fünf Tribus gegliedert und enthält heute 14 Gattungen mit etwa 600 Arten:
- Tribus Clusieae:
  - Chrysochlamys Poepp. (Syn.: Balboa Planch. & Triana, Tovomitopsis Planch. & Triana): Die etwa 55 Arten sind in der Neotropis verbreitet.[4]
  - Clusia L. (Syn.: Androstylium Miq., Cochlanthera Choisy, Decaphalangium Melch., Havetia Kunth, Havetiopsis Planch. & Triana, Oedematopus Planch. & Triana, Oxystemon Planch. & Triana, Pilosperma Planch. & Triana, Quapoya Aubl., Renggeria Meisn., Rengifa Poepp. & Endl.): Sie enthält etwa 200 bis 400 Arten.
    - Balsamapfel (Clusia rosea Jacq.)

  - Tovomita Aubl. (Syn.: Marialvaea Mart.): Die etwa 60 Arten sind in der Neotropis verbreitet.[4]
  - Tovomitidium Ducke: Die nur zwei Arten sind in Brasilien verbreitet.[4]
- Tribus Garcinieae: Sie enthält etwa zwei Gattungen
  - Garcinia L. (Syn.: Brindonia Thouars, Cambogia L., Clusianthemum Vieill., Mangostana Gaertn., Oxycarpus Lour., Pentaphalangium Warb., Rheedia L., Septogarcinia Kosterm., Tripetalum K.Schum., Tsimatimia Jum. & H.Perrier, Verticillaria Ruiz & Pav., Xanthochymus Roxb.): Sie enthält etwa 240 Arten, darunter:
    - Mangostane (Garcinia mangostana L.)

  - Allanblackia Oliv. ex Benth. & Hook. f. (Syn.: Stearodendron Engl.): Die etwa 10 Arten sind im tropischen Afrika verbreitet.[4]
    - Allanblackia floribunda Oliv.
- Tribus Moronobeeae: Mit einer Gattung:
  - Moronobea Aubl.: Die etwa vier Arten sind im tropischen Südamerika verbreitet.[4]
- Tribus Platonieae: Sie enthält nur eine Gattung:
  - Platonia Mart. (Syn.: Aristoclesia Coville): Sie enthält nur mehr eine Art:
    - Platonia insignis Mart.: Sie kommt in den Guayanas, Venezuela, Kolumbien und in Brasilien vor.[4]
- Tribus Symphonieae: Mit sechs Gattungen:
  - Montrouziera Pancher ex Planch. & Triana: Die etwa fünf Arten kommen nur in Neukaledonien vor.[4]
  - Symphonia L. f. (Syn.: Aneuriscus C.Presl, Chrysopia Thouars): Von den etwa 16 Arten sind 15 Arten in Madagaskar und eine Art in Afrika und im tropischen Amerika verbreitet.[4]
  - Dystovomita (Engl.) D’Arcy: Die etwa drei Arten sind in der Neotropis verbreitet.[4]
  - Lorostemon Ducke: Die etwa fünf Arten sind in Brasilien verbreitet.[4]
  - Pentadesma Sabine: Die etwa fünf Arten sind im tropischen Afrika verbreitet.[4]
    - Pentadesma butyracea Sabine: Aus West- und Zentralafrika.

  - Thysanostemon Maguire: Die nur zwei Arten kommen in Guayana vor.[4]